# Avalanche de Townsend
Avalanche de Townsend é o fenômeno da reação em cadeia de elétrons em uma região de alto campo elétrico em um gás. Através deste fenômeno o gás é ionizado, possibilitando a condução de carga elétrica, a formação de um novo centro de concentração de elétrons, e a repetição da avalanche.
Com um campo elétrico razoavelmente forte, a avalanche pode configurar um canal de descarga, como visto em relâmpagos.
Também conhecido como: Descarga de Corona, e é formada pela emissão de elétrons por eletrodos de alta tensão, no qual chocam-se com átomos do dielétrico adjacente ao eletrodo. O choque provoca a liberação de novos elétrons, formando um processo chamado de avalanche de Townsend.